# Winti Panthers
Die Winti Panthers ist eine Beachsoccer-Mannschaft aus Winterthur, deren Fanionteams bei den Frauen und Männern in der höchsten Beachsoccer-Liga der Schweiz spielen. Der Verein ist neben den Havana Shots aus Birr einer der grössten Beachsoccervereine der Schweiz und der einzige Verein, der über eigene Junioren und Juniorinnen verfügt. 2016 konnte die Herrenmannschaft den Schweizer Cup gewinnen.

## Geschichte
Der Verein wurde im Jahr 2007 aus Spielern von Winterthur und Pfäffikon ZH gegründet.
Seit 2008 spielen die Winti Panthers in der höchsten Liga der Schweiz, der Suzuki Swiss Beach Soccer League. Sie trainieren seit 2015 auf dem Sportplatz Deutweg, wo sie im Gegensatz zum vorherigen Spielfeld auf dem Reitplatz über einen Platz in normaler Spielfeldgrösse verfügen. Hierfür wird jeweils von April bis Oktober ein Eisfeld mit Sand in einen Beachsoccerplatz umgewandelt. Zuvor konnte der Verein auch keine Spielrunden der Beachsoccerliga austragen, wobei eigentliche «Heimspiele» im Spielmodus nicht vorgesehen sind. Die Saison wird so ausgetragen, dass während dreier Monate jedes Wochenende die Turniere an einem anderen Ort in der Schweiz stattfinden, und alle Mannschaften ihre Spiele jeweils dort austragen. Seit die Winti Panthers aber auf dem Deutweg trainieren können, gibt es ein bis zwei Heimevents im Jahr, wo alle Mannschaften nach Winterthur kommen.
Seit der Saison 2016/17 stellen die Winti Panthers auch eine Frauenmannschaft, die in der höchsten Liga mitspielt.

## Platzierungen 1. Herrenmannschaft
- 2008: 8. Platz Swiss Beach Soccer League A
- 2009: 6. Platz Swiss Beach Soccer League A
- 2010: 9. Platz Swiss Beach Soccer League A
- 2011: 10. Platz Suzuki Swiss Beach Soccer League
- 2012: 13. Platz Suzuki Swiss Beach Soccer League
- 2013: 12. Platz Suzuki Swiss Beach Soccer League
- 2014: 8. Platz Suzuki Swiss Beach Soccer League
- 2015: 4. Platz Suzuki Swiss Beach Soccer League
- 2016: 5. Platz Suzuki Swiss Beach Soccer League
- 2017: 6. Platz Suzuki Swiss Beach Soccer League
- 2018: 5. Platz Suzuki Swiss Beach Soccer League

## Erfolge
Einer der grössten Erfolge der Winti Panthers ist das Erreichen der Playoff-Halbfinals 2015. Im Halbfinal standen die Winti Panthers dem späteren Meister, den Chargers Baselland gegenüber und vermochten als einziges Team der Liga gegen das Team aus Basel ein Remis zu erkämpfen. Die Panthers verloren jedoch das Hinspiel relativ hoch und spielten deshalb im kleinen Finale um Platz 3 gegen die Sable Dancers aus Bern, welches dann leider knapp verloren ging. Sandro Denz wurde in dieser Saison zum MVP der Suzuki Swiss Beach Soccer League gewählt.
2016 gewann der Verein den Schweizer Cup.
2021 stiessen die Winti Panthers erneut in den Playoff-Halbfinal vor, wo sie gegen den späteren Meister BSC Lions Riviera mit 3:7 verloren. Mit einem Sieg im Spiel um Platz 3 gegen GC Beachsoccer erreichte der Verein in der Liga damit sein bis anhin bestes Ergebnis der Vereinsgeschichte.